# Ода
О́да (дав.-гр. ώδή (oide) — пісня, пов'язана з грецького. άείδω — співаю, αύδή — грецька мова, слова; голос) — жанр лірики, вірш, який виражає піднесені почуття, викликані важливими історичними подіями, діяльністю історичних осіб. Оді притаманні урочистість і патетичність у висловленні почуттів.

## Історія оди
Первісно — пісня на будь-яку тему, що виконувалася в давній Греції хором під музичний супровід, пізніше — хвалебний вірш, який присвячено уславленню важливих історичних подій або видатних осіб. Інколи ода прославляла величні природні явища.
У стародавній Греції ода — хорова пісня. Розрізняли оду хвалебну, танцювальну і плачевну. Оди, створені Піндаром (близько 544—518 до н. е.), прославляли переможців спортивних змагань.
Оди Квінта Горація Флакка (65—8 до н. е.) уже звеличували імператора Августа, утверджували політичні й релігійно-етичні ідеї принципату. Характерна їх особливість — відмежування оди від музики, розширення жанрово-тематичних можливостей. Горацій відмовився від пишномовності піндарівських од. Дбаючи про задоволення смаків римлянин, він майже завжди звертався в своїх одах до конкретних осіб. У своїх одах висловлював побажання, поради, намагався вплинути на того, до кого звертався.
У Західній Європі відродження оди відбулося у творчості французького поета П. Ронсара (1524—1585), вершини досягло у Ф. Малерба (1555—1628), який створив жанр героїчної оди на історичну й сучасну йому політичну тему, став засновником класицистичної оди, вимагав гармонійної єдності усіх частин твору, логічного розвитку ідеї.

## Теорія жанру оди
Жанр розвинувся поруч із панегіричними творами, передусім гімном та дифірамбом, твори мали супроводжуватися грою на музичних інструментах (арфа, кіфара тощо) і танцями.
Спираючись на творчість Ф. Малерба, теоретик класицизму Нікола Буало (1636—1711) в «Мистецтві поетичному» (1674) встановив суворі правила жанру оди: композиційно вона починається із заспіву, далі йде виклад «матерії благородної і важливої», куди входять і різні епізоди, і відступи, і так званий ліричний «безлад» («перескакування» поета з одного мотиву на інший), а завершується ода закінченням. Заперечуються «переноси» й бідні рими. Ода має наповнюватися міфологічними образами. Стиль її урочистий.
Класиком оди в Італії став Г. Квябрер (1552—1638), в Англії — Д. Драйден (1631—1700). Термін оди в російську лірику ввів В. Тредіаковський (1703—1768), який у трактаті «Міркування про оду взагалі» (1734) поділив їх на дві групи: хвалебні і «ніжні» (за пізнішою термінологією — анакреонтичні). Оди писав М. Ломоносов (1711—1765), в поезії якого вони стають творами «високого стилю». В німецькій літературі оди писав Фрідріх Готліб Клопшток.

## Ода в Україні
В Україні оди були відомі ще в 16—17 ст. Згодом до жанру оди зверталися І. Котляревський («Пісня на новий 1805 год пану нашому і батьку князю Олексію Борисовичу Куракіну», «Ода Сафо»), Г. Кошиць-Квітницький («Ода, сочиненная на малороссийском наречии по случаю временного ополчения, 1807»), П. Данилевський («Ода малороссийского простолюдина»), К. Пузина («Малороссийский-крестьянин», «Малороссийская ода на смерть святейшего князя Кутузова-Смоленского») та ін. У цих творах помітна тенденція до оновлення лексики оди, введення слів «низького стилю», бурлеску, гумористичних інтонацій.
Таким шляхом пішов П. Гулак-Артемовський, переспівуючи оду Горація («До Пархома», 1823, 1832), Л. Боровиковський написав «Подражаніє Горацію» (1828). У західноукраїнській поезії до жанру оди зверталися Й. Левицький — «Домоболіє», 1822; С. Лисинецький — «Воззріння страшилища» (повінь у Пешті), 1838; М. Лучкай травестував Овідія (1830) та ін.
Риси громадянськості, урочистості, піднесеності властиві віршам Тараса Шевченка, І. Франка. До жанру оди звернулися М. Рильський, М. Бажан, П. Тичина, Є. Маланюк, Б. Демків та ін.

## Сучасна ода
У літературі 20 століття ода зустрічається вкрай рідко. Як приклад, варто згадати «Оду бібліотеці» С.Крижанівського, його ж цикл «Оди» («Оду на честь дерева», «Оду людині», «Оду швидкості»), «Оду мові» людській І.Муратова, «Оду совісті» І.Драча.
У наш час в оді філософські мотиви невіддільні від громадянських, національних, загальнолюдських проблем. У філософсько-патетичних одах виразно проступає авторське ставлення до проблем світоглядних, вічності й безсмертя, життя і смерті.
Часто «я» в оді зливається з «ми», використовуються реальні чи народнопісенні образи й символи. Розширився тематичний спектр оди, подолано неминучу для цього жанру ситуативність та риторичність, багатшою стала поетика.